# デヴィッド・ラビオサ
デヴィッド・ラビオサ（David Labiosa）は、アメリカ合衆国出身の俳優である。

## 出演作品

### テレビ
- クローザー
- NYPD BLUE　～ニューヨーク市警15分署
- となりのサインフェルド

### 映画
- メガ・ピラニア（ディアス大佐）
- 勇士たちの帰郷
- ハンター
- エンティティー 霊体